# Comando Conjunto

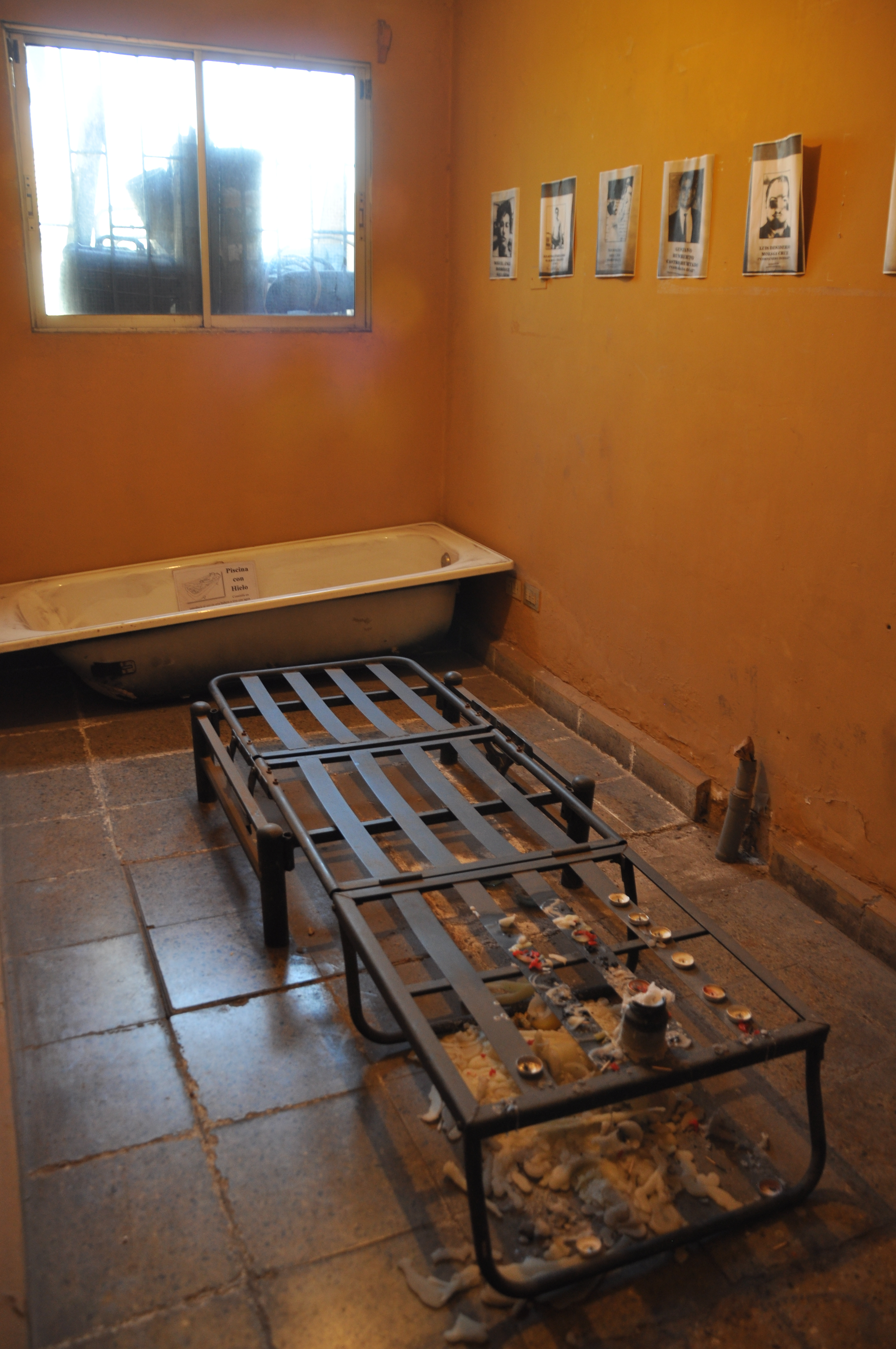
La «parrilla», método con el que se aplicaba electricidad a los detenidos y uno de los más utilizados por el Comando Conjunto, según la Comisión Rettig.

El Comando Conjunto fue una organización clandestina de inteligencia de la dictadura militar chilena, que persiguió y ejecutó a opositores del régimen encabezado por Augusto Pinochet. Operó entre 1975 y 1976, periodo en el cual secuestró, torturó e hizo desaparecer al menos a treinta personas, casi todas ellas dirigentes del Partido Comunista de Chile.  Funcionó de facto —sin una formalización institucional como sí lo hizo la DINA— bajo el alero de la Dirección de Inteligencia (DIFA) de la Fuerza Aérea de Chile (FACh), pero también tuvo en sus filas a integrantes del Ejército, la Armada, Carabineros y civiles que habían pertenecido al grupo paramilitar de extrema derecha Patria y Libertad.
La existencia del aparato represor se reveló públicamente en 1984, luego de que el suboficial de la FACh Andrés Valenzuela Morales desertara de la institución y confesara a la periodista Mónica González de la revista Cauce su participación en las desapariciones forzadas que realizaba el Comando Conjunto. Su testimonio, publicado en diciembre de ese año, permitió conocer por primera vez en forma detallada los vejámenes y torturas a los cuales fueron sometidas víctimas de la dictadura militar, y los métodos empleados para hacerlas desaparecer.

## Antecedentes
Inmediatamente tras el golpe de Estado del 11 de septiembre de 1973, la Fuerza Aérea empezó a depurar a la institución de la «infiltración marxista». Para ello, expulsó de sus filas y arrestó a decenas de oficiales y suboficiales —conocidos también como «constitucionalistas»— que habían sido leales al gobierno de Salvador Allende o se habían manifestado en contra de un golpe de Estado, Los detenidos eran llevados a la Academia de Guerra Aérea (AGA) de la FACh y torturados bajo las órdenes del general Orlando Gutiérrez Bravo, fiscal de Aviación «en tiempo de guerra», con el fin de extraer confesiones que los ligaran al inexistente Plan Z, el supuesto plan de los partidos de la Unidad Popular para exterminar a las cúpulas militares. Al año siguiente los consejos de guerra —en el llamado «Juicio FACh»— condenarían a más de 60 exintegrantes de la institución.Augusto Pinochet, por su parte, en octubre de 1973 le propuso a los demás integrantes de la Junta Militar —José Toribio Merino, Gustavo Leigh y César Mendoza— crear la Dirección de Inteligencia Nacional (DINA), con el fin de reorganizar y coordinar las tareas de inteligencia para acabar con los grupos «subversivos». Los demás miembros sabían que los otros servicios de inteligencia de las ramas de las Fuerzas Armadas se debilitarían y que Pinochet podría adquirir un excesivo poder ya que el nuevo organismo estaría bajo su subordinación. Pese a ello, aprobaron la idea, y de esta manera la DINA comenzó su trabajo en noviembre, bajo el mando del coronel Manuel Contreras, quien respondía directamente a Pinochet.
En paralelo al desarrollo del «Juicio FACh», en 1974 la Sección de Inteligencia de la Fuerza Aérea (SIFA) —a cargo del coronel Horacio Otaíza López, segundo al mando en la AGA y posteriormente sucesor de Gutiérrez como fiscal de Aviación— comenzó a realizar allanamientos y detenciones de militantes de partidos que constituían una «amenaza armada». Para esos fines, el SIFA empezó a sumar miembros, como Roberto Fuentes Morrison (el «Wally»), quien había sido miembro de Patria y Libertad y trabajaba como jefe del Departamento de Seguridad del Ministerio de Agricultura, y César Luis Palma Ramírez (el «Fifo»), también miembro de Patria y Libertad y uno de los participantes en el asesinato de edecán naval de Salvador Allende, comandante Arturo Araya Peteers. Ellos se ponían bajo las órdenes del comandante y torturador de la AGA Edgar Ceballos Jones.  
En este periodo el SIFA estuvo enfocado en el Movimiento de Izquierda Revolucionaria (MIR). En diciembre de 1974 el equipo dio muerte a José Bordas Paz («Coño Molina»), dirigente del Comité Central del MIR que unos meses antes había sobrevivido al operativo organizado por la DINA que dio muerte a Miguel Enríquez. En este mismo operativo los agentes del SIFA también dieron muerte al teniente del Ejército Hugo Cerda Espinoza luego de un confuso incidente. Tras este hecho, el SIFA —al igual que otros servicios de inteligencia de las Fuerzas Armadas— se reestructuró y pasó a llamarse Dirección de Inteligencia (DIFA), quedando a cargo del general Enrique Ruiz Bunger. Asimismo, la DIFA abandonó la AGA y se trasladó definitivamente al edificio en calle Juan Antonio Ríos N.° 6 (a pasos de Alameda con Santa Rosa) donde compartiría espacio con los recién creados Servicio de Inteligencia Naval (SIN) y Dirección de Inteligencia de Carabineros (Dicar), y la Dirección de Inteligencia del Ejército (DINE). Asimismo, el comandante Edgar Ceballos y Roberto Fuentes Morrison se hicieron cargo de un grupo operativo dentro de la DIFA que ahora tenía como objetivo desarticular el Partido Comunista.

## Comando Conjunto
Luego de meses de planificación, trabajo que incluyó la actualización de todas las fichas de militantes en su poder y la información proporcionada por el militante comunista Carol Flores Castillo —quien se convirtió en colaborador tras haber sido detenido por el SIFA a mediados de 1974—,  el 28 de agosto de 1975 la DIFA inició su primera operación contra el Partido Comunista con el arresto del tornero mecánico y militante Miguel Ángel Rodríguez Gallardo (quien sería ejecutado y hecho desaparecer a comienzos de 1976). Los siguientes detenidos eran llevados al hangar de Cerrillos, lugar que a los pocos días se vio sobrepasado, por lo que los agentes empezaron a utilizar como centro de detención y tortura una casa que había pertenecido al mirista José Bordas, ubicada en calle Santa Teresa 37 de La Cisterna, en el paradero 20 de la Gran Avenida. El recinto se bautizó como Nido 20.  
A mediados de septiembre, después de la muerte de Humberto Castro, el tercer ejecutado por el grupo, los agentes se trasladaron a otra casa ubicada en La Florida en calle Perú N.º 9053, en el paradero 18 de avenida Vicuña Mackenna. La vivienda, conocida como Nido 18, había pertenecido al mirista Humberto Sotomayor, quien se había salvado en el operativo que había acabado con Miguel Enríquez y posteriormente evadió con éxito a la DINA y el SIFA. 
Tras una orden del general Ruiz Bunger, director de la DIFA, a comienzos de noviembre todos los prisioneros fueron llevados a la nueva cárcel militar La Prevención, más conocida como «Remo Cero», ubicada en el Regimiento de Artillería Antiaérea de Colina. Aquí, según el Informe Rettig, se puede decir que empezó el trabajo del Comando Conjunto propiamente como tal, ya que a partir de este momento se sumaron al grupo de la DIFA —que ahora estaba a cargo de Roberto Fuentes Morrison— agentes de Carabineros (al mando del oficial Manuel Agustín Muñoz Gamboa), de la Armada (a cargo del oficial Daniel Guimpert), un grupo de Patria y Libertad (cuyo jefe era César Luis Palma Ramírez) y también un grupo del Ejército, este último por un breve tiempo.

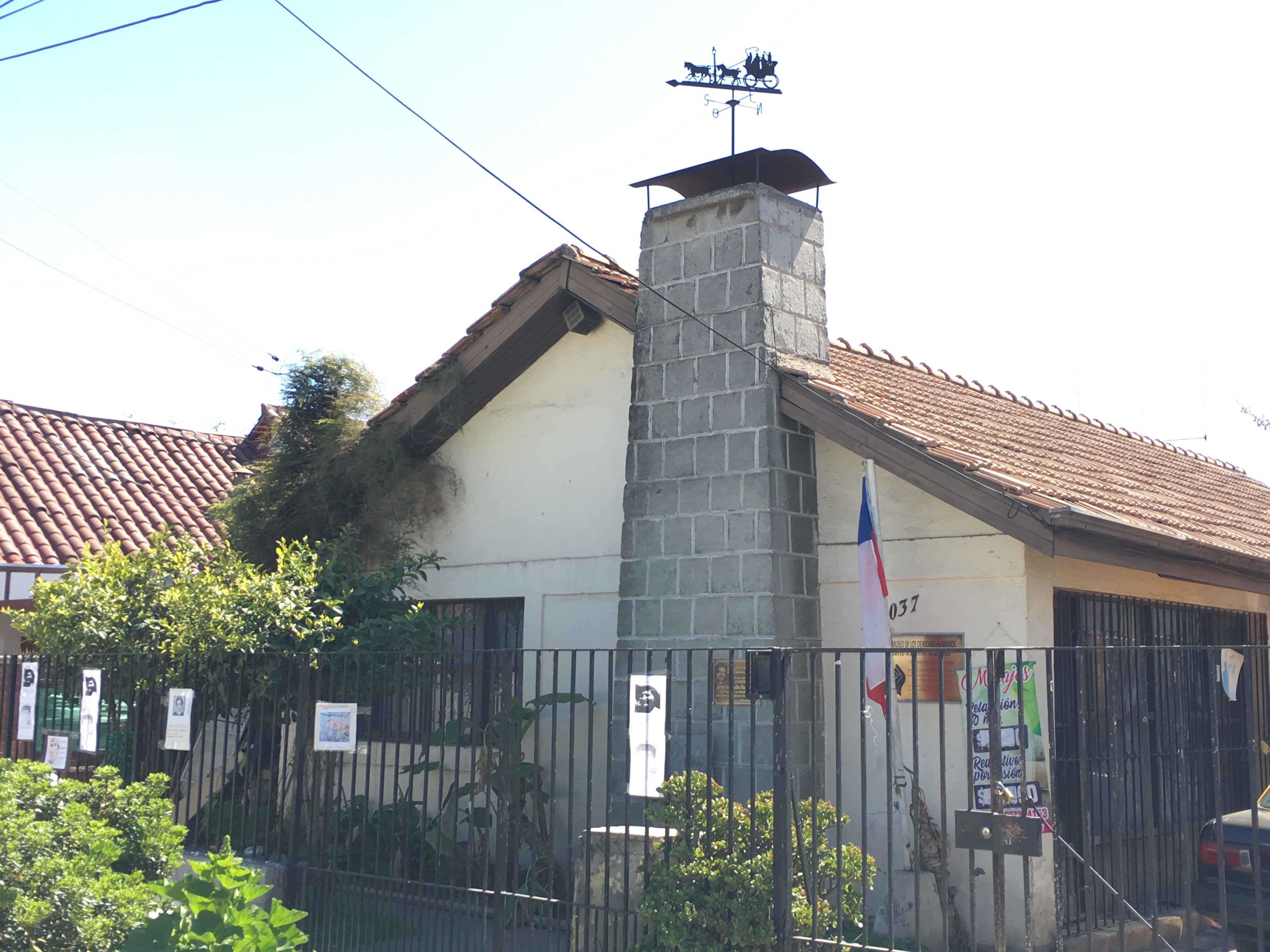
El recinto de detención y tortura Nido 20 en la comuna de La Cisterna. Hoy es la Casa Museo de la Memoria Alberto Bachelet.

Hacia comienzos de 1976, la cantidad de detenidos en total (liberados o todavía prisioneros) alcanzaba al menos las cuarenta personas, de las cuales casi la mitad serían ejecutadas y hechas desaparecer. En los días previos a Navidad, el órgano represor también detuvo a René Basoa Alarcón y Miguel Estay Reyno (el «Fanta») miembros de Inteligencia del PC y a partir de ese momento activos colaboradores del Comando Conjunto.
Tras quedarse sin prisioneros, en marzo de 1976 el Comando Conjunto evacuó «Remo Cero» y se trasladó a las antiguas oficinas del diario Clarín —cerrado el 11 de septiembre de 1973— en calle Dieciocho N.° 229, donde también se instaló la Dicar. El lugar se conoció como recinto La Firma. El cambio significó una reestructuración en el Comando Conjunto y un nuevo objetivo: las Juventudes Comunistas (JJCC). Como prioridad se fijó a José Arturo Weibel Navarrete (su hermano Ricardo había sido detenido en noviembre y ejecutado y enterrado en una fosa en Peldehue en enero de 1976), exsecretario general de las JJCC y ahora secretario de Organización del PC (esto último desconocido por el Comando Conjunto), José Weibel fue detenido arriba de un bus de transporte público, en presencia de su esposa y dos hijos, la mañana del 29 de marzo de 1976. En los meses siguientes, entre junio y agosto, el Comando Conjunto ejecutaría a otra decena de personas, casi todas militantes del PC.

### Conflicto con la DINA
Cuando el Servicio de Inteligencia de la FACh (SIFA) inició en 1974 su persecución y desarticulación del comité central del MIR, también dio comienzo a una soterrada competencia con la DINA. A los pocos meses de iniciada esta tarea, el coronel Edgar Ceballos comenzó a notar que militantes del MIR, después de ser interrogados por agentes del SIFA y liberados, desaparecían misteriosamente; al poco tiempo descubriría que la DINA estaba detrás de dichas desapariciones. Este nuevo escenario empezó a generar roces entre ambos organismos de inteligencia, a tal punto que Ceballos comenzó a ayudar a los militantes a asilarse en embajadas, con el fin de evitar que cayeran en manos de la DINA, y posteriormente instó a la dirigencia del MIR a que se rindiera y se fuera al exilio, lo que fue descartado en su momento por Miguel Enríquez. La tensión escaló a tal punto que el 4 de noviembre de ese año agentes de la DINA, bajo la orden del coronel Manuel Contreras, arrojaron el cuerpo de la mirista Lumi Videla al interior de la embajada de Italia, en la comuna de Providencia, con un claro mensaje dirigido a los miembros de la FACh: solo muertos se podrían asilar los miristas. De todas maneras, a fines de 1974 el SIFA concluyó su misión de desarticular el comité central del MIR con el asesinato de José Bordas. Según la periodista Mónica González y el abogado Héctor Contreras, «la caída del jefe del aparato militar del MIR, en diciembre de 1974, y la captura de gran parte de su dirigencia, fue una dura humillación para la DINA. Dejó en evidencia que la táctica y la estrategia de inteligencia de Edgar Ceballos y su superior Horacio Otaíza, daban mejores resultados que las del general de Ejército Manuel Contreras». Andrés Valenzuela, exmiembro del Comando Conjunto, diría en 1984: «En ese tiempo, teníamos problemas graves con la DINA, pensábamos que era inoperante. Por lo menos así opinaban nuestros jefes. Nosotros, siendo tan pocos, actuábamos más efectivamente que ellos. Por ejemplo, nuestro grupo logró detener a toda la cúpula del MIR».
El 31 de julio de 1975 el coronel Horacio Otaíza, jefe de la DIFA, murió en un accidente aéreo, lo que generó sospechas en el alto mando de la institución de una posible intervención del órgano que dirigía el general Contreras. Días después de la muerte de Otaíza, agentes de la DINA secuestraron al mirista e informante de la DIFA Leonardo «el Barba» Schneider —quien había traicionado a José Bordas— con el fin de neutralizar un supuesto plan de Edgar Ceballos para eliminar a Contreras, ya que según la DINA habían detectado seguimientos realizados por parte de hombres de la DIFA. El episodio significó la salida de Ceballos —y su reemplazo por el coronel Juan Francisco Saavedra Loyola—, por lo que Roberto Fuentes Morrison asumió el mando del comando represivo al interior de la DIFA.
El 22 de noviembre de 1975 los ministerios del Interior y Defensa emitieron la orden secreta N.° 35-F-330, que dejó a la DINA como «único servicio con facultades para detener, incomunicar y mantener recintos secretos de detención». Pese a la orden, con la persecución al Partido Comunista el conflicto continuó: a comienzos de 1976 el ahora Comando Conjunto detuvo y expulsó por «traición» a dos de sus integrantes, Guillermo Bratti Cornejo y Otto Trujillo Miranda, por supuestamente haber entregado información a la DINA. Meses después, a fines de mayo, Bratti fue ejecutado en Cajón del Maipo y su cuerpo arrojado a las aguas del río Maipo. Misma suerte —y por la misma razón— corrió el informante comunista Carol Flores en los días posteriores. Por su parte, Trujillo Miranda pudo escapar con vida luego de que Roberto Morrison Fuentes le advirtiera que su muerte era inminente.
Otro episodio de tensión ocurrió dos semanas después: el profesor Manuel Guerrero, secretario general de las JJCC, fue secuestrado por agentes del Comando Conjunto cuando caminaba por calle María Elena, comuna de La Florida, ocasión en la que fue herido a bala tras el forcejeo. Cuando el coronel Manuel Contreras se enteró de casualidad que Guerrero había sido capturado por el Comando Conjunto, les exigió al general de Aviación Enrique Ruiz Bunger y al general de Carabineros Rubén Romero Gormaz —directores de la DIFA y de la DICAR, respectivamente—, que le entregaran al prisionero. Cuatro días después de haber sido secuestrado, Guerrero fue entregado a la DINA.
Tras las ejecuciones de Bratti y Flores, la «guerra» entre la DINA y el Comando Conjunto llegó a su fin: Roberto Fuentes Morrison y el coronel del Ejército Pedro Espinoza Bravo, jefe de operaciones de la DINA, se reunieron una noche de junio en el sector La Pirámide, cerro San Cristóbal, ocasión en la que arreglaron sus diferencias y aclararon sus límites de acción.

### Fin del Comando Conjunto
Superadas las diferencias con la DINA, en octubre el Comando Conjunto continuó con la detención de dirigentes de las JJCC, con el fin de llegar a la dirigencia clandestina del PC. El 2 de noviembre una docena de agentes arrestó en su casa en San Bernardo a Carlos Contreras Maluje, número uno de las Juventudes Comunistas. Una vez en «La Firma» y tras ser torturado, Contreras ofreció su punto de enlace en calle Nataniel Cox para atrapar al dirigente del PC Leandro Arratia Reyes, lo que fue aceptado por sus captores. Esa misma noche, el Comando Conjunto envió un mensaje falso a la familia de Contreras para avisar que él había decidido no volver porque estaba siendo seguido, de tal manera de no levantar sospechas de que efectivamente había sido detenido. 
Al día siguiente, después del mediodía, los agentes salieron del cuartel de calle Dieciocho para realizar el operativo. Cuando se encontraba en calle Nataniel, entre Coquimbo y Aconcagua, Carlos Contreras se lanzó sobre un bus de pasajeros que iba en dirección sur y fue atropellado por éste. En estado seminconsciente y con diversas fracturas, Contreras vio que los agentes se estaban acercando, por lo que le gritó a las demás personas a su alrededor: «¡Son de la DINA! ¡Me quieren matar! ¡Avisen a la Farmacia Maluje de Concepción!». De pronto, llegaron todos los vehículos que participaban en el operativo y un móvil de Carabineros que patrullaba el sector, tres agentes con armas —entre ellos Roberto Fuentes Morrison— agarraron y subieron a Contreras a un Fiat 125 celeste patente EG-388 y partieron de vuelta a «La Firma». Esa misma noche Carlos Contreras fue ejecutado en la Cuesta Barriga.
En los días siguientes el Comando Conjunto continuó realizando detenciones, pero a las pocas semanas se descubrió que el auto al que habían subido a Contreras estaba a nombre de la Dirección de Inteligencia de la Fuerza Aérea y estaba asignado para uso propio a su director, Enrique Ruiz Bunger. El 3 de diciembre fueron liberados los ocho militantes comunistas que aún permanecían detenidos en calle Dieciocho. En este mismo periodo (finales de noviembre y mediados de diciembre), la Brigada Lautaro de la DINA se encargó de ejecutar a otros once dirigentes comunistas y dos miristas en lo que se conocería posteriormente como «caso calle Conferencia II» o «caso de los 13». En enero de 1977 el Comando Conjunto fue disuelto de manera definitiva.

## Lista de víctimas
La Comisión Rettig consigna al menos veintiocho casos de ejecución y/o de desaparición forzada cometidos por agentes del Comando Conjunto, ocurridos entre agosto de 1975 y noviembre de 1976. Del total, veintiséis eran militantes del PC, uno no tenía militancia política y uno era miembro del propio Comando Conjunto:
| N.° | Nombre                                   | Edad | Militancia     | Fecha de detención      | Notas |
| --- | ---------------------------------------- | ---- | -------------- | ----------------------- | --- |
| 1   | Miguel Ángel Rodríguez Gallardo          | 23   | PC             | 28 de agosto de 1975    | Ejecutado en los primeros días de 1976. Detenido desaparecido. |
| 2   | Arsenio Orlando Leal Pereira             | 44   | PC             | 1 de septiembre de 1975 | Debido a las torturas, se suicidó el 6 de septiembre de 1975. Cuerpo entregado a la familia por el Instituto Médico Legal. |
| 3   | Gustavo Humberto Castro Hurtado          | 54   | PC             | 3 de septiembre de 1975 | Asesinado a golpes el 14 de septiembre de 1975. |
| 4   | Alonso Fernando Gahona Chávez            | 32   | PC             | 8 de septiembre de 1975 | Detenido desaparecido. |
| 5   | Luis Desiderio Moraga Cruz               | 40   | PC             | 20 de octubre de 1975   | A fines de 1975 fue subido drogado a un helicóptero y arrojado al mar frente a San Antonio. Detenido desaparecido. |
| 6   | Francisco Ortiz Valladares               | 45   | PC             | 30 de octubre de 1975   | Dirigente sindical. Detenido desaparecido. |
| 7   | José Santos Rocha Álvarez                | 43   | PC             | 31 de octubre de 1975   | Dirigente sindical. Detenido desaparecido. |
| 8   | Alfredo Ernesto Salinas Vásquez          | 45   | PC             | 3 de noviembre de 1975  | Detenido desaparecido. |
| 9   | José del Carmen Sagredo Pacheco          | 64   | PC             | 3 de noviembre de 1975  | Detenido desaparecido. |
| 10  | Humberto de las Nieves Fuentes Rodríguez | 59   | PC             | 4 de noviembre de 1975  | Exregidor de Renca. A fines de 1975 fue subido drogado a un helicóptero y arrojado al mar frente a San Antonio. Detenido desaparecido. |
| 11  | Ricardo Manuel Weibel Navarrete          | 29   | PC             | 7 de noviembre de 1975  | Previamente estuvo detenido entre el 27 de octubre y el 6 de noviembre. Ejecutado en los primeros días de 1976. Sus restos fueron hallados en una fosa en Peldehue en 1995. |
| 12  | Ignacio Orlando González Espinoza        | 24   | PC             | 4 de diciembre de 1975  | Ejecutado en los primeros días de 1976. Sus restos fueron hallados en una fosa en Peldehue en 1995. |
| 13  | Carlos Enrique Sánchez Cornejo           | 59   | PC             | 17 de diciembre de 1975 | Detenido desaparecido. |
| 14  | David Edison Urrutia Galaz               | 25   | PC             | 20 de diciembre de 1975 | Miembro de la Regional Sur de las JJCC. Se presume la fecha de detención. Sus restos fueron hallados en una fosa en Peldehue en 1995 y recién identificados en 2003. |
| 15  | Víctor Humberto Vega Riquelme            | 24   | PC             | 3 de enero de 1976      | Detenido desaparecido. |
| 16  | Guillermo Enrique Bratti Cornejo         | 25   | Sin militancia | Enero de 1976           | Integrante del Comando Conjunto, Acusado de «traición» por colaborar con la DINA y dado de baja de la FACh el 29 de febrero de 1976. Asesinado la noche del 30/31 de mayo de 1976 en Cajón del Maipo. Su cuerpo apareció el 1 de junio flotando en el río Maipo frente al asentamiento El Manzano.                                                                           |
| 17  | José Arturo Weibel Navarrete             | 33   | PC             | 29 de marzo de 1976     | Exsubsecretario general de las JJCC y secretario de Organización del PC. Detenido desaparecido. |
| 18  | Carol Fedor Flores Castillo              | 27   | PC             | Junio de 1976           | Miembro de las JJCC, convertido en delator tras su primera detención por el SIFA en junio de 1974. Visto por última vez el 7 de junio de 1976. Fue ejecutado en Cajón del Maipo y su cuerpo lanzado al río. En 1985 familiares reconocieron las vestimentas de Flores en un set de fotos de un cuerpo recuperado del río Maipo el 21 de junio de 1976. Detenido desaparecido |
| 19  | Luis Emilio Gerardo Maturana González    | 27   | PC             | 8 de junio de 1976      | Dirigente regional del PC. Detenido conjuntamente con Juan Orellana. Ejecutado en Cuesta Barriga, Talagante. Detenido desaparecido. |
| 20  | Juan René Orellana Catalán               | 34   | PC             | 8 de junio de 1976      | Miembro del Comité Central de las JJCC. Detenido conjuntamente con Luis Maturana. Algunos restos hallados en 1986 en Cuesta Barriga (Talagante) e identificados en 1993. |
| 21  | Diego Matus de la Maza                   | 32   | Sin militancia | 29 de junio de 1976     | Detenido al ser confundido con el dirigente del MIR Félix de la Jara Goyeneche, cuya chapa era «Diego». Su cadáver fue encontrado el 1 de julio de 1976. |
| 22  | Mariano León Turiel Palomera             | 30   | PC             | 15 de julio de 1976     | Miembro del Comité Central de las JJCC. Detenido desaparecido. |
| 23  | Raúl Gilberto Montoya Vilches            | 43   | PC             | 21 de julio de 1976     | Detenido desaparecido. |
| 24  | Juan Antonio Gianelli Company            | 29   | PC             | 26 de julio de 1976     | Profesor, dirigente del Sindicato Único de Educación y miembro de la dirección del PC. Ejecutado en Cuesta Barriga, Talagante. Detenido desaparecido. |
| 25  | Nicomedes Segundo Toro Bravo             | 31   | PC             | 28 de julio de 1976     | Miembro de la Brigada Ramona Parra. Previamente había estado detenido por el Comando Conjunto entre el 3 y 11 de septiembre de 1975. Detenido desaparecido. |
| 26  | Nicolás Alberto López Suárez             | 40   | PC             | 30 de julio de 1976     | Exconsejero nacional de la CUT. Detenido desaparecido. |
| 27  | Víctor Modesto Cárdenas Valderrama       | 52   | PC             | 26 de agosto de 1976    | Detenido desaparecido. |
| 28  | Carlos Humberto Contreras Maluje         | 29   | PC             | 2 de noviembre de 1976  | Miembro del Comité Central de las JJCC. Ejecutado al día siguiente de su captura tras arruinar un operativo del Comando Conjunto en calle Nataniel Cox. Las repercusiones de su pública recaptura en calle Nataniel pusieron fin al Comando Conjunto. |

La Comisión Rettig también consigna otras muertes y desapariciones forzadas que fueron ejecutadas por «personal uniformado de la FACh» o por algún «organismo indeterminado» que posteriormente se descubrió era el Comando Conjunto:
| N.° | Nombre                            | Edad | Militancia     | Fecha de detención      | Notas |
| --- | --------------------------------- | ---- | -------------- | ----------------------- | --- |
| 1   | Rafael Reyes Gajardo              | 29   | Sin militancia | 5 de octubre de 1973    | Cabo segundo de la FACh. Detenido por no haberse presentado en su unidad tras el golpe de Estado. Asesinado en la AGA el 8 de octubre de 1973 frente a varios testigos. Su caso no está consignado en el Informe Rettig. |
| 2   | José Espinoza Santic              | 24   | Sin militancia | 19 de octubre de 1973   | Cabo primero de la FACh. Fue ejecutado el 26 de octubre de 1973 cuando estaba preso en la Academia Politécnica Aeronáutica. |
| 3   | Alberto Bachelet Martínez         | 50   | Sin militancia | 18 de diciembre de 1973 | General de Brigada de la FACh, detenido y torturado en la Academia de Guerra Aérea entre septiembre y octubre de 1973. Arrestado de nuevo en diciembre de 1973 y trasladado a la Cárcel Pública de Santiago, donde siguió siendo torturado por funcionarios de la FACh. Falleció en su celda de un infarto cardiaco el 12 de marzo de 1974, atribuible a las torturas que recibió.                         |
| 4   | Juan Ismael Suil Faúndez          | 25   | MIR            | 4 de enero de 1974      | Detenido por agentes del SIFA y llevado a la Base Aérea El Bosque. Detenido desaparecido. |
| 5   | Alfonso Andrés Carreño Díaz       | 54   | PC             | 7 de julio de 1974      | Miembro del Comité Central del PC. El 31 de julio de 1974 su cónyuge fue notificada de que Carreño había fallecido en el Hospital de la FACh debido a una úlcera y recibió el cuerpo al día siguiente. Su caso fue declarado como «sin convicción» por la Comisión Rettig, pero la investigación judicial posterior determinó que murió producto de la tortura que recibió en la Academia de Guerra Aérea. |
| 6   | José Luis Baeza Cruces            | 41   | PC             | 9 de julio de 1974      | Miembro del Comité Central del PC. Detenido por agentes del SIFA y llevado a la Academia de Guerra Aérea. Detenido desaparecido. |
| 7   | José Bordas Paz                   | 31   | MIR            | 5 de diciembre de 1974  | Miembro del Comité Central del MIR. Herido a muerte en Vitacura por agentes del SIFA tras una persecución en auto. Falleció en el Hospital Militar el 7 de diciembre. |
| 8   | Juan Luis Rivera Matus            | 52   | PC             | 6 de noviembre de 1975  | Dirigente sindical de Chilectra. Sus restos fueron encontrados en el Fuerte Arteaga en 2001. |
| 9   | Aníbal Raimundo Riquelme Pino     | 28   | PC             | 9 de septiembre de 1976 | Dirigente sindical. Detenido junto con Alfonso Araya la tarde del 9 de septiembre de 1976. Detenido desaparecido. |
| 10  | Alfonso del Carmen Araya Castillo | 27   | PC             | 9 de septiembre de 1976 | Dirigente sindical. Detenido junto con Aníbal Riquelme la tarde del 9 de septiembre de 1976. Detenido desaparecido. |
| 11  | Francisco Juan González Ortiz     | 27   | PC             | 9 de septiembre de 1976 | Dirigente sindical y compañero de trabajo de Aníbal Riquelme. Detenido la noche del 9 de septiembre de 1976. Detenido desaparecido. |

### Métodos de tortura
Los métodos de tortura empleados por el Comando Conjunto incluyeron: golpizas reiteradas, colgamientos, aplicación de electricidad en genitales, desnudamientos y abusos sexuales. Según la Comisión Rettig: «El Comando Conjunto practicaba preferentemente la "parrilla" y los colgamientos. También practicaba con particular intensidad los golpes a los detenidos al punto que, al menos en un caso, se comprobó que un detenido fue muerto a golpes». Asimismo, diversos testigos denunciaron la presencia de médicos que chequeaban el estado de los detenidos durante las sesiones de tortura. Uno de ellos fue el cardiólogo Alejandro Forero, quien décadas más tarde sería condenado como cómplice de los delitos de secuestro simple y secuestro calificado por su rol en la desaparición de varias víctimas.
De igual manera, el Comando Conjunto detuvo y torturó al menos a otras treinta y siete personas, la mayoría también militantes del PC, y en algunos casos familiares de militantes. Casi todos ellos entregaron posteriormente sus testimonios al ministro Carlos Cerda. Algunos detenidos notables fueron:
| Nombre                    | Fecha de detención      | Notas |
| ------------------------- | ----------------------- | --- |
| Francisco Manzor          | 1 de septiembre de 1975 | Trasladado al campo de prisioneros Tres Álamos. Liberado el 24 de julio de 1976. |
| Juan Segundo Cerda        | 2 de septiembre de 1975 | Trasladado al campo de prisioneros de Puchuncaví. Liberado en marzo de 1976. |
| Hugo Leal Pereira         | 2 de septiembre de 1975 | Hermano del detenido desaparecido Arsenio Leal. |
| Patricio Weibel Navarrete | 26 de octubre de 1975   | Hermano de Ricardo y José, ejecutados por el Comando Conjunto. Liberado el 6 de noviembre de 1975. |
| René Basoa Alarcón        | 19 de diciembre de 1975 | Miembro del aparato de Inteligencia de las JJCC. Convertido en delator y agente del Comando Conjunto. Asesinado el 19 de marzo de 1982 en una calle de San Bernardo por agentes del Estado o por particulares. |
| Miguel Estay Reyno        | 22 de diciembre de 1975 | Miembro del aparato de Inteligencia de las JJCC, conocido como «el Fanta». Convertido en delator y agente del Comando Conjunto. Posteriormente condenado por su participación en el caso Degollados. |
| Edna Canales              | 26 de diciembre de 1975 | Esposa de Ricardo Ramírez Herrera, jefe de Inteligencia del PC. Liberada el 30 de diciembre de 1975. Ramírez evitó la captura pero fue detenido en Buenos Aires el 16 de mayo de 1977, en el marco de la Operación Cóndor. Algunos de sus restos fueron encontrados en 2001 en la Cuesta Barriga y reconocidos recién en 2015.                                             |
| Otto Trujillo Miranda     | Enero de 1976           | Integrante del Comando Conjunto. Acusado de «traición» junto con Guillermo Bratti y Carol Flores por colaborar con la DINA. Fue salvado por Roberto Fuentes Morrison cuando su ejecución era inminente. |
| Jaime Estay Reyno         | 3 de enero de 1976      | Detenido junto con su pareja Isabel Stange. Liberado luego de que su hermano Miguel acordara entregar a cambio información sobre otros militantes del PC. |
| Isabel Stange             | 3 de enero de 1976      | Detenida junto con su pareja Jaime Estay. Liberada luego de que Miguel Estay acordara entregar a cambio información sobre otros militantes del PC |
| Manuel Guerrero Ceballos  | 14 de junio de 1976     | Dirigente de las JJCC. Herido a bala durante su detención. Entregado a la DINA el 18 de junio y liberado recién el 19 de noviembre de 1976. Secuestrado y asesinado en 1985 por exmiembros del Comando Conjunto. |
| Nicomedes Toro Muñoz      | 28 de julio de 1976     | Padre del detenido desaparecido Nicomedes Toro Bravo. Fue detenido el 28 de julio junto con sus hijos Nicomedes y Sandra, pero solo él y su hija fueron liberados ese mismo día. Su esposa Sandra Bravo había sido detenida previamente el 3 de septiembre de 1975, ocasión en que había sido detenido por primera vez Nicomedes Toro Bravo, y liberada seis días después. |

## Confesión de Andrés Valenzuela
El 27 de agosto de 1984 el suboficial de la Fuerza Aérea de Chile (FACh) Andrés Valenzuela Morales desertó de la institución, ingresó a las oficinas de la revista Cauce y confesó a la periodista Mónica González la existencia del Comando Conjunto. Valenzuela había acudido a González luego de que leyera un reportaje escrito por ella sobre la muerte de Alfonso Fort Arenas, agente de la CNI, quien habría sido asesinado por parte de sus propios compañeros. Sobre su razón para confesar, le explicó a la periodista: «Porque ya no podía más con el olor a muerto. Me despierto con el olor a muerto, me acuesto con el olor a muerto y ya no puedo más. Y vi el reportaje de Cauce y vi que usted se compadeció por el asesinato de este joven de la CNI. Y dije que usted no me va a cerrar la puerta». Valenzuela, de entonces 28 años y apodado «Papudo», había llegado en 1974 al Regimiento de Artillería Antiaérea de Colina para realizar su servicio militar. Estando ahí, había sido seleccionado y llevado a la Academia de Guerra Aérea, donde se integró al SIFA, y posteriormente continuó en el grupo operativo que él llamó «Comando Unido».
Debido a la extensa, detallada y extraordinaria confesión, Mónica González y Edwin Harrington, director de Cauce, entregaron a Valenzuela Morales a la Vicaría de la Solidaridad para protegerlo y sacarlo de Chile. A su vez, González solicitó al sociólogo José Manuel Parada, quien era encargado del departamento de Documentación de la Vicaría, investigar y chequear toda información proporcionada por Valenzuela. Para esto, Parada le solicitó ayuda al profesor Manuel Guerrero Ceballos, quien ahora sabía que en 1976 había sido secuestrado por el Comando Conjunto. La posterior confirmación de los datos entregados por Valenzuela haría de su confesión el primer y más completo relato por parte de un agente del Estado de los métodos de tortura y desaparición forzada empleados por la dictadura, incluyendo el destino de varios detenidos desaparecidos. Con el apoyo de la FASIC, Valenzuela pudo salir de Chile en bus a través del paso Cardenal Samoré, con destino primero a Bariloche y después a Buenos Aires. Finalmente, con la ayuda del Alto Comisionado de las Naciones Unidas para los Refugiados, emprendió rumbo a Francia, país que lo aceptó como refugiado.

### Publicación de la entrevista
Enterada de la deserción y la confesión de Valenzuela Morales a la revista Cauce, la dictadura trató pero no pudo impedir que la entrevista saliera publicada. El 4 de noviembre de 1984 decretó estado de sitio y dos días después prohibió la circulación de las revistas opositoras al régimen. Ante esta situación, González inició conversaciones para que saliera publicada en The Washington Post. En paralelo, le entregó una copia al exdiputado democratacristiano Claudio Huepe, quien a mediados de noviembre viajaba a Venezuela. Una vez allá, Huepe le entregó el reportaje al periodista chileno Carlos Jorquera para que lograra publicarla en El Diario de Caracas. Pese a que González no dio su autorización y solicitó que El Diario de Caracas no publicara la entrevista, esta finalmente salió publicada en el diario venezolano los días 7, 8 y 10 de diciembre, bajo el título «la tortura en el chile de pinochet: once años de crímenes relató un esbirro arrepentido». La declaración jurada de Valenzuela Morales también fue publicada en la revista Mensaje en enero de 1985, mientras que en ese mismo periodo la Agrupación de Familiares de Detenidos Desaparecidos validó y respaldó el testimonio del exagente.
Mónica González y Héctor Contreras, abogado y exintegrante de la Vicaría de la Solidaridad, publicarían en 1991 el libro Los secretos del Comando Conjunto, que narra la historia completa de la organización clandestina, a partir de la entrevista a Valenzuela Morales y de decenas de testimonios que recogió la investigación judicial que realizó el juez Carlos Cerda.

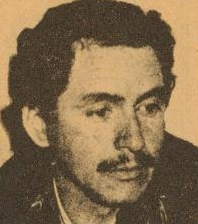
El profesor y dirigente comunista Manuel Guerrero fue secuestrado y torturado por el Comando Conjunto en 1976. Nueve años después fue asesinado por exagentes de la organización.

## Caso Degollados
En la mañana del viernes 29 de marzo de 1985, José Manuel Parada y Manuel Guerrero se encontraban conversando en las afueras del Colegio Latinoamericano —en avenida Los Leones 1401— cuando de pronto un station wagon marca Opala se detuvo frente a ellos. Se bajaron tres sujetos y con violencia agarraron al sociólogo y al profesor. De dos profesores que presenciaron la escena, uno de ellos recibió un disparo en el abdomen cuando intentó intervenir. Inmediatamente el station arrancó en dirección desconocida. Momentos antes de la escena un helicóptero policial había pasado en vuelo rasante por el sector y un individuo se había parado en la esquina y había comenzado a desviar el tránsito.
La investigación posterior determinaría que Parada y Guerrero fueron llevados al cuartel de la Dirección de Comunicaciones de Carabineros (Dicomcar) en calle Dieciocho, hasta entonces un desconocido organismo de inteligencia que operaba en el mismo recinto donde la década anterior funcionó el Comando Conjunto. En ese lugar, Parada, Guerrero y el militante comunista Santiago Nattino —detenido por la Dicomcar el jueves 28— fueron torturados y posteriormente, en la madrugada del sábado 30, llevados en vehículo hasta Quilicura, donde fueron degollados y sus cuerpos dejados entre unos matorrales. El objetivo de los secuestros y las ejecuciones había sido resguardar los secretos del Comando Conjunto. Miguel Estay, quien había sido compañero de Manuel Guerrero en las JJCC, fue uno de los agentes que participó la madrugada del 30 de marzo en los degollamientos.

## Procesos judiciales

### Durante la dictadura militar
En 1983 el juez Carlos Cerda asumió la investigación por el secuestro y desaparición de los once militantes comunistas y dos del MIR ocurridos a fines de 1976, (recién en 2007 se aclararía que la Brigada Lautaro fue la responsable de los crímenes). Tras las revelaciones de Valenzuela Morales en 1984, la investigación se extendió y pasó a ser conocida como «caso Cerda». En 1986 visitó la Cuesta Barriga y revisó el lugar señalado por Valenzuela Morales como lugar de entierro de víctimas del Comando Conjunto, hallando que el terreno había sido utilizado como fosa común y que recientemente había sido adulterado. No obstante, halló algunos restos óseos y elementos como botones y casquillos de bala. En 1993, gracias a piezas dentales, esos restos serían identificados como pertenecientes a Juan Orellana Catalán.
En agosto de 1986, el ministro Cerda dictó el procesamiento de 40 personas que integraban el Comando Conjunto, de las cuales 38 pertenecían a las Fuerzas Armadas, incluyendo a Gustavo Leigh, excomandante en jefe de la Fuerza Aérea y exintegrante de la Junta militar. No obstante, la Corte Suprema, bajo la presión de la dictadura, finalmente ordenó el sobreseimiento del caso por la Ley de Amnistía. Cerda se declaró en rebeldía por la decisión, siendo amonestado y quedando al borde de la expulsión del Poder Judicial. En 1988, Cerda archivó temporalmente el expediente del caso, dejando pendiente su cumplimiento, lo que provocó su expulsión de la judicatura, a la cual apeló, siendo revocada.
Roberto Fuentes Morrison («Wally») fue asesinado el 9 de junio de 1989 en una emboscada a la salida de su casa en Villa Frei, tras haber sido «sentenciado a muerte» por la dirección nacional del Frente Patriótico Manuel Rodríguez-Autónomo (FPMR-A), como parte de una campaña de «ajusticiamiento» en contra de colaboradores de la dictadura.
El 21 de marzo de 1990, diez días después de que iniciara el gobierno de Patricio Aylwin, miembros del FPMR-A ingresaron a la oficina de corretaje de propiedades en Providencia donde trabajaban Enrique Ruiz Bunger y Gustavo Leigh y les dispararon a ambos. Leigh recibió cinco impactos de bala y Ruiz recibió tres, pero pese a las heridas los dos sobrevivieron al atentado.

### En democracia
En 2004 el juez Joaquín Billard dictó la primera condena en contra de exintegrantes del Comando Conjunto, por el secuestro calificado de Juan Rivera Matus, cuyos restos habían sido hallados en 2001 en el Fuerte Arteaga, en Peldehue. Las condenas, que serían modificadas en instancias posteriores, recayeron sobre Álvaro Corbalán Castilla y el oficial Sergio Díaz López, exmiembros de la Dirección de Inteligencia del Ejército, por el delito de secuestro calificado con resultado muerte. También fueron condenados el general de la FACh Enrique Ruiz Bunger y el comandante de la FACh Carlos Madrid Hayden en calidad de encubridores, aunque posteriormente en calidad de autores.
En 2005 fueron condenados por el secuestro calificado de Carlos Contreras Maluje los exagentes: general Enrique Ruiz Bunger, coronel Juan Francisco Saavedra Loyola, teniente César Palma Ramírez y capitán de bandada Jorge Cobos Manríquez (los cuatro de la FACh), el sargento de Carabineros Alejandro Sáez Mardones y el capitán de la Armada Daniel Guimpert Corvalán.
En 2022 la Corte de Apelaciones de Santiago confirmó la sentencia definitiva de primera instancia y condenó a 24 exagentes del Comando Conjunto por los delitos de homicidio calificado y secuestro calificado de los militantes comunistas Ignacio González Espinoza, Luis Moraga Cruz, Juan Orellana Catalán, Ricardo Weibel Navarrete y Luis Maturana González. Los condenados incluyen exmiembros de la FACh, Armada, Ejército, Carabineros y civiles, entre ellos: Juan Francisco Saavedra Loyola, Manuel Muñoz, Daniel Luis Guimpert Corvalán, Raúl Horacio González Fernández, Roberto Alfonso Flores Cisterna, Carlos Rodrigo Villarreal, Alejandro Saéz Mardones, Jorge Osses Novoa, Sergio Antonio Díaz López y Álvaro Corbalán Castilla.
También en 2022 la Corte Suprema confirmó las condenas a veinte años contra los exagentes del Comando Conjunto Juan Francisco Saavedra Loyola, Daniel Luis Guimpert Corvalán, Juan Atilio Aravena Hurtuvia (los tres exintegrantes de la Armada) y Raúl Horacio González Fernández (exmiembro FACh) por los delitos de asociación ilícita y secuestro calificado de los dirigentes comunistas Aníbal Riquelme Pino, Alfonso Araya Castillo y Francisco González Ortiz. En el mismo fallo también confirmó sentencia de 10 años contra la exagente Viviana Lucinda Ugarte Sandoval, por asociación ilícita y cómplice de secuestro calificado.

## Otras controversias
En septiembre de 2002, un reportaje de La Nación Domingo denunció la rearticulación del Comando Conjunto, a cargo del coronel Patricio Campos, que hasta hace unas semanas había encabezado la Dirección General de Aeronáutica Civil, con el fin de manipular información que sería entregada a la Mesa de Diálogo de Derechos Humanos creada en 1999 por el gobierno de Eduardo Frei para esclarecer el destino de detenidos desaparecidos. Reportajes posteriores revelaron que en el año 2000 el comandante en jefe de la Fuerza Aérea, Patricio Ríos, le había asignado a Campos la tarea de recopilar al interior de la FACh información sobre detenidos desaparecidos, y que en ese rol Campos había ocultado y adulterado informes sobre la ubicación de restos de víctimas de la dictadura. Y también se reveló que la esposa de Campos, Viviana Ugarte, había sido agente del Comando Conjunto.
Ante denuncias de obstrucción a la justicia y la amenaza de una acusación constitucional, Patricio Ríos renunció a cargo el 13 de octubre de ese año. De esta manera, Ríos se transformó en el primer comandante en jefe de una de las ramas de las Fuerzas Armadas en renunciar a su puesto desde el retorno a la democracia en 1990.